# COOL JOKE
COOL JOKE（クール ジョーク）は、日本のロックバンド。メジャー・デビュー以前は福井県を中心に活動していた。2001年結成、2004年5月、「UNDO」でメジャー・デビューを果たし、4枚のシングル、1枚のアルバムをリリース。しかし、2006年1月、音楽・バンドというものの考え方、向かうべきベクトルの違いを理由に、契約を解消し、現在インディーズで活動中。

## メンバー
- 石川寛也（VOCAL. いしかわ ひろや、1979年8月5日（45歳） - ）
  - 福井県福井市出身。少年時代からあだ名は“五右衛門”。オーティス・レディングとミック・ジャガーと雀士に憧れる。ロックンロールとマールボロライトと福井をこよなく愛する。
- 麻畠卓（GUITAR. あさばたけ すぐる、1981年2月24日（44歳） - ）
  - 富山県富山市（旧大沢野町）出身。あだなは“バタやん”。オジー・オズボーン好きで大のメタルファン。
- 斉藤広幸（DRUMS. さいとう ひろゆき、1979年8月12日（45歳） - ）
  - 福井県吉田郡松岡町出身。勝手に“ジャッカル”と名乗っていた。MCするのは、4年に1度のイケメン・ドラマー。
- 林圭太（BASS. はやし けいた）福井県出身[2]。
  - オリジナルメンバーであり、2023年にグループに復帰した。

### 元メンバー
- 曳地琢真（BASS. ひきち たくま、（1983年10月31日（41歳） - ）

## ディスコグラフィー

### 配信限定シングル
| 発売日         | タイトル         |
| -------------- | ---------------- |
| 2013年9月11日  | グリーンゴールド |
| 2013年10月23日 | 月灯り           |
| 2013年11月27日 | 柳緑花紅         |

### 参加作品

#### コンピレーションアルバム
| 発売日         | タイトル                                                   | 曲順       | 楽曲             |
| -------------- | ---------------------------------------------------------- | ---------- | ---------------- |
| 2004年6月9日   | 彗星2                                                      | M.2        | Are You Happy?   |
| 2004年10月14日 | 鋼の錬金術師 COMPLETE BEST                                 | M.5        | UNDO             |
| 2005年5月18日  | TVアニメーション 鋼の錬金術師 オリジナルサウンドトラック 3 | M.15       | UNDO             |
| 2007年1月17日  | NO COLLECTORS NO LIFE＜通常盤/タワーレコード限定＞         | M.13       | CHEWING GUM      |
| 2008年3月26日  | Anime×Music Collaboration 39 '02-'07                       | Disc1/M.12 | UNDO             |
| 2011年6月20日  | V.A.b.a.                                                   | M.2        | ハウリングガール |
| 2012年2月29日  | 鋼の錬金術師 THE BEST                                      | Disc1/M.5  | UNDO             |
| 2015年4月29日  | hometown1                                                  | M.2        | グリーンゴールド |

## タイアップ一覧
| 使用年 | 曲名                             | タイアップ                                                                 |
| ------ | -------------------------------- | -------------------------------------------------------------------------- |
| 2004年 | UNDO                             | MBS・TBS系アニメ『鋼の錬金術師』第3期オープニングテーマ（第26話 - 話41話） |
| 2004年 | 愛のチカラ                       | TBS系『ランク王国』2004年8・9月度オープニングテーマ                        |
| 2005年 | OK,フルスロットル                | 日本テレビ系『音楽戦士 MUSIC FIGHTER』2005年1月度エンディングテーマ        |
| 2005年 | OK,フルスロットル                | 富山テレビ『BBT MUSIC SELECTION』2005年2月度エンディングテーマ             |
| 2005年 | OK,フルスロットル                | CBCラジオ『さゆりんの音楽楽園』2月度エンディングテーマ                     |
| 2005年 | 世界は君の手の中に、光は詩の中に | 「JobCafe ふくいジョブカフェ」タイアップソング                             |

## メディア出演

### テレビ
- COUNT DOWN TV (TBS系列、2004年5月22日)
- ポップジャム (NHK、2004年7月2日、9月17日)[14]

### ラジオ
- こんな夜だから (FM福井、2004年10月2日 - )[15]
- 夜のシャチホコ (東海ラジオ、2005年4月9日 - )[16]